# قناة جون-بيترسون

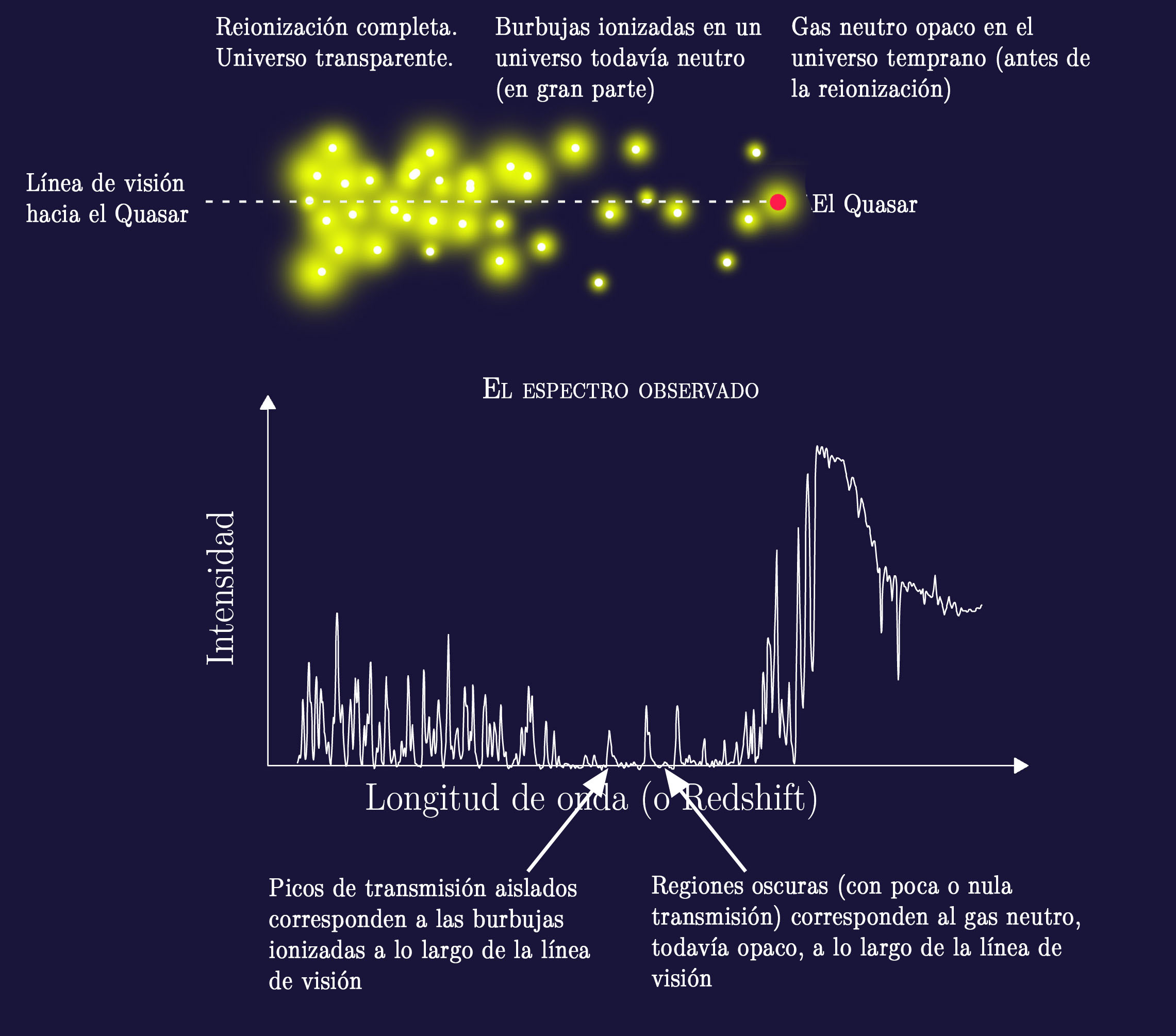

في المطيافية الفلكية، تعتبر قناة جون – بيتيرسون (بالإنكليزية Gunn-Peterson trough) إحدى سمات الطيف الكهرومغناطيسي للكويزارات (النجوم الزائفة) بسبب وجود الهيدروجين المحايد في الفضاء بين المجرّات (IGM). تتميّز هذه القناة بإخماد الانبعاثات الكهرومغناطيسية الصادرة عن الكوازار بأطوال موجيّة أقلّ من طول موجة خطّ لايمان ألفا عند الانزياح الأحمر للضوء المنبعث. تمّ التنبّؤ بهذا التأثير للمرّة الأولى في عام 1965 من قبل جيمس إيدوارد جون وبروس بيترسون.

## الكشف الأول
لمّ يتمّ العثور على أيّة أجسام بعيدة بما يكفي لتؤكّد وجود قناة جون بيتيرسون حتّى بعد ثلاثة عقود من التنبّؤ بوجودها، وذلك عندما تمّ اكتشاف كوازار ذي انزياح أحمر z = 6.28 في عام 2001 بواسطة روبرت بيكر وآخرون باستخدام بيانات من مسح سلون السماوي الرقميّ "Sloan Digital Sky Survey"، وتمّ بذلك رصد وجود قناة جون بيترسون Gunn-Peterson لأوّل مرة. تضمّنت الوثيقة أيضًا اكتشاف كوازارات لها انزياح نحو الأحمر قدره z = 5.82 و z = 5.99، بينما أظهرت كلّ من هذه الكوازرات امتصاصاً عند أطوال الموجات الواقعة على الجانب الأزرق من انتقال ليمان ألفا، كانت هناك أيضاً عدّة ارتفاعات في التدفّق. ومع ذلك، فقد كانت قيمة تدفّق الكوازار عند انزياح نحو الأحمر قدره z = 6.28 تماماً عند حدّ ليمان ألفا، ممّا يعني أنّ نسبة الهيدروجين المحايد في الفضاء بين المجرّات يجب أن تكون أكبر من ~10−3.

## دليل على عودة التأيّن
قدّم اكتشاف قناة جون بيترسون في كوازار له انزياح أحمر قدره z = 6.28، وغيابها في الكوازارات المكتشفة عند انزياحات حمراء أقلّ من z = 6 بقليلٍ أدلّةً قويّة على خضوع الهيدروجين في الكون لانتقال من الحياديةّ إلى التأيّن عند z = 6 تقريباً. كان من المتوقّع من الكون -بعد عودة التأيّن- أن يكون محايدًا، إلى أن بدأت الأجسام الأولى في الكون بنشر الضوء ونشر الطاقة التي من شأنها إعادة تأيين الوسط المحيط بها. بما أنّ المقطع العرضي المبعثر من الفوتونات التي تحمل طاقات قريبة من حدّ ليمان ألفا مع الهيدروجين المحايد مرتفع للغاية، فحتّى أصغر كمّية من الهيدروجين المحايد ستكون قادرة على جعل العمق البصري لفضاء بين المجرّات مرتفعًا بدرجة كافية للتسبب في قمع الانبعاثات المرئيّة. على الرغم من حقيقة أنّ نسبة الهيدروجين المحايد إلى الهيدروجين المؤيّن قد لا تكون مرتفعة بشكل واضح، فإنّ التدفّق المنخفض الذي لوحظ بعد حد ليمان ألفا يشير إلى أنّ الكون كان في المراحل الأخيرة من عودة التأيّن.
في أعقاب الإصدار الأول من بيانات المركبة الفضائية WMAP في عام 2003، بدا تحديد بيكر لحدوث نهاية حقبة عودة التأيّن عند انزياح أحمر قدره z=6 بدا متعارضًا مع التقديرات التي تم الحصول عليها من قياسات كثافة عمود الإلكترون التي قامت بها مركبة WMAP الفضائيّة. ومع ذلك، يبدو أن بيانات WMAP III التي صدرت في عام 2006 تتوافق بشكل أفضل بكثير مع الحدود العليا لعودة التأين التي وضعت من خلال مراقبة قناة جون بيترسون.